# Hendrik Speuy
Hendrik (eller Henderick) Joosten (eller Joostzoon) Speuy, född omkring 1575, död 1 oktober 1625, var en holländsk organist och kompositör under renässans, och samtida med Jan Pieterszoon Sweelinck. 
Speuy föddes i Brielle. Från 1595 var han organist i Grote Kerk och Augustijnen Kerk i Dordrecht. 1610 komponerade han De Psalmen Davids, en bok med bicinia till Genévan koral, och det första publicerade verket i Nederländerna för ett klaverinstrument. Han dog i Dordrecht.